# Eliana Cargnelutti

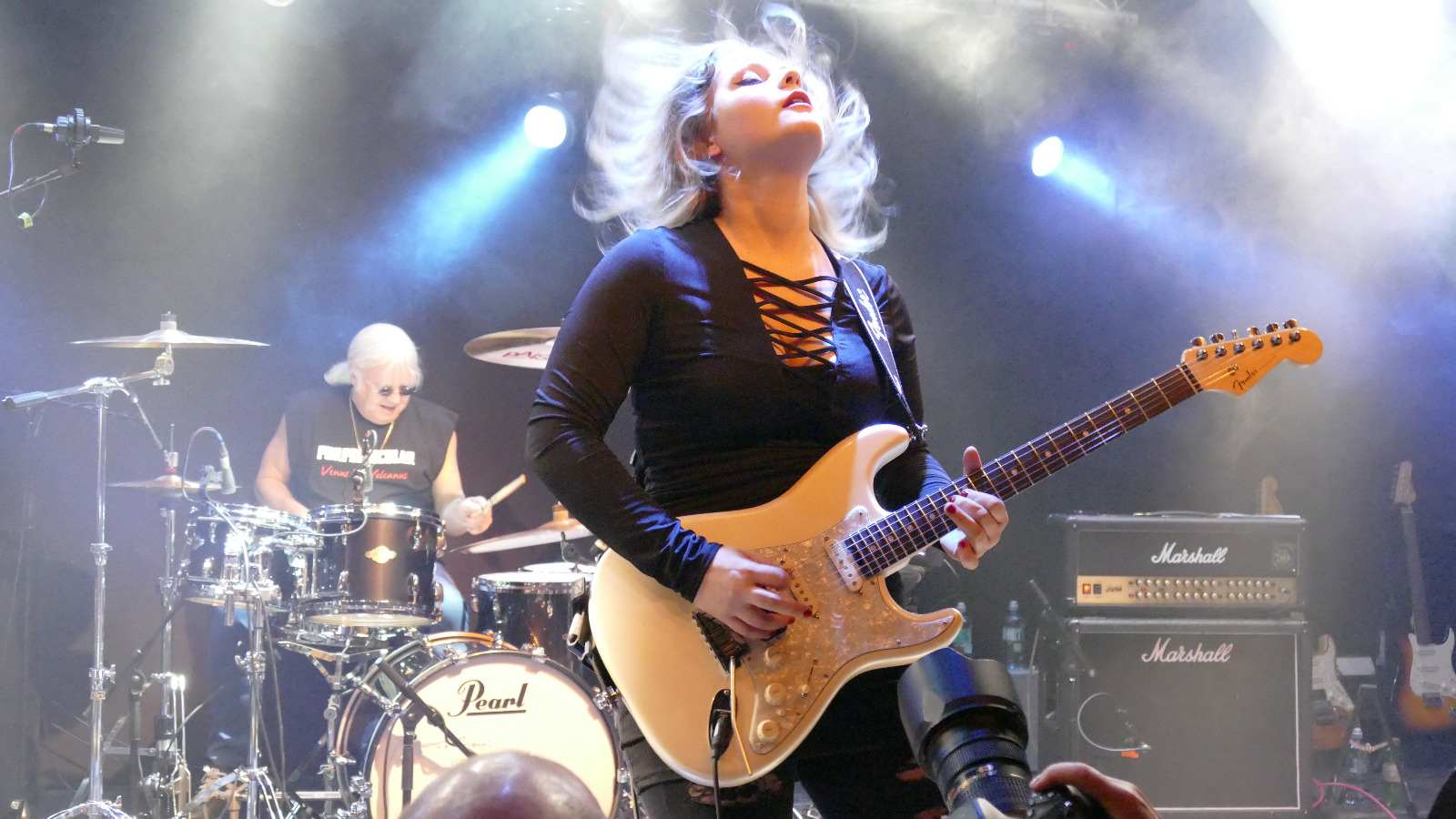
Eliana Cargnelutti & Ian Paice of Deep Purple

Eliana Cargnelutti (Udine, 28 luglio 1989) è una chitarrista e cantante italiana.

## Biografia
Laureata al Conservatorio Jazz di Ferrara, vincitrice del blues contest di Pordenone nel 2010 e vincitrice del titolo di miglior strumentista blues emergente italiana agli Oscar del blues 2013 di Modena. Citata nel 2015 tra le migliori chitarriste rock blues internazionali agli americani Jimi Awards e nominata tra le migliori cinque donne chitarriste dell’anno dalla rivista americana Blues-E-News.
Il suo primo cd dal titolo Love Affairs è uscito a novembre 2013 per l'etichetta italiana Videoradio, in cui sono presenti Scott Henderson, Enrico Crivellaro, W.I.N.D., ecc
Il suo secondo cd, intitolato Electric Woman, è uscito a gennaio 2015 per l'etichetta internazionale tedesca Ruf Records, con ospiti Albert Castiglia e John Ginty. 
Ha partecipato al cd Girls with guitars 2015, registrato a Memphis assieme alle musiciste americane Heather Crosse e Sadie Johnson, con conseguente tour mondiale.
Ha partecipato al cd Green river Thriller, registrato assieme alla band punk neozelandese Blue Ruin.
Nel 2018 ha partecipato alla tournée inglese della Solid Entertainments “Ladies of the blues”. 
Nel 2021 ha pubblicato Aur, al quale hanno collaborato Ana Popovìc, Eric Steckel, Reggie Hamilton, registrato nello studio di Elisa Toffoli in provincia di Udine. 
Suona con la sua band blues-rock Eliana Cargnelutti Band, con le Strange Kind Of Women, con il trio acustico 3PLAY e con la rock pop cover band femminile Living Dolls, con cui ha partecipato su Rai1 a The Band, vincendo il premio come miglior chitarrista del programma televisivo.
Nell'autunno 2022 Eliana è stata richiamata a presenziare al Blues Caravan 2022, tour annuale dell'etichetta Ruf Records suonando in tutta Europa con Ghalia Volt e Katie Henry.
Dal 2019 è chitarrista, musical director e manager dell'unica band femminile tributo ai Deep Purple Strange Kind of Women.

## Discografia

### Solista
- Love Affairs (2013) Videoradio Label
- Electric Woman (2015) Ruf Records Label
- Aur (2021)

### Partecipazioni
- Girls with guitars 2015 (2015) Ruf Records Label
- Green River Thriller (2018) RSR Music